# سر الفداء

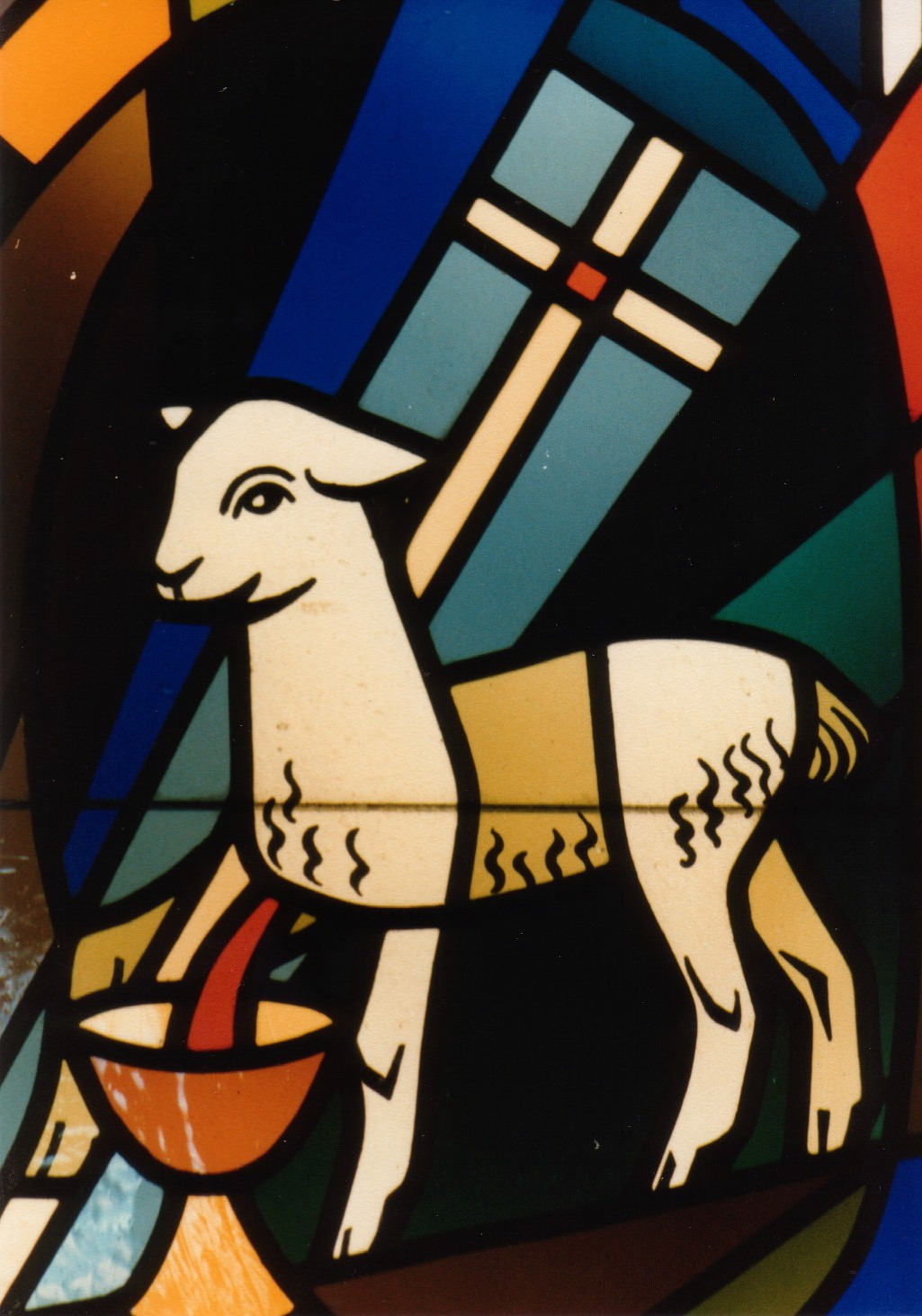
الحمل أحد الرموز التي تشير إلى يسوع ودوره الخلاصي في المسيحية. الزجاجية من المدرسة والكنيسة المعمدانية في إل كاجون، كاليفورنيا.

## النظرة اللاهوتية
يؤمن المسيحيون أن الخطيئة الأصلية التي ارتكبها آدم وهي معرفته الخير والشر لا يزال البشر يتوارثونها حتى اليوم بنتيجة فعلته، كما أن واحدًا من نتائجها الملموسة هو دخول الموت إلى البشرية. فآدم الذي بات يعرّف ويميز بين الخير والشر أدى إلى نقل هذه الصفة لجميع البشر من ذريته، وهو أصل تمييز البشر بين الخير والشر بعد أن كان الغرض الأساسي من خلقهم على ما يذكر سفر التكوين هو الحب والنمو. ومع كون الإنسان يميل نحو الخير بفطرته - وفق الفلسفة الكنسيّة، إلا أنه ينزع أحيانًا نحو الشر بنتيجة عوامل وظروف تؤثر عليه، وربما لا يمكنه أن يدركها. بمعنى أن البشر لم يكتفوا بخطيئة آدم فقط ووراثاتها بل أضافوا إليها خطايا أخرى. لذلك فقد وعد الله بمخلص يقوم برفع مفاعيل وتداعيات الخطيئة الأصلية الروحية والممثلة بإغلاق أبواب الملكوت تجاه البشرية، أما مفاعيلها الجسدية أي وراثتها والموت تظلّ قائمة حتى الحياة الثانية حيث يبيد الله الموت. وقد قامت كتب العهد القديم بوصف مجريات حياة المخلص، بل إن بعضًا من الطقوس والاحتفالات اليهودية كان صورة سابقة عنه كحمل افصح، وفق المعتقدات المسيحية. أما عن سبب بعث هذا المخلص، يقدم القديس بولس دليلاً لاهوتيًا حول أهمية ذلك: فكما أن الموت قد دخل بخطيئة رجل واحد، كان يجب على المصالحة أن تتم ببر رجل واحد.روما 8/5]
وهذا المخلص الموعود به هو يسوع نفسه، وقد جاء في بداية إنجيل يوحنا: "هذا هو حمل الله الذي يزيل خطيئة العالم".يوحنا 29/1] ولما كان كل إنسان يرتكب الخطايا، يصبح الإيمان به وبدوره في رفع الخطايا مركزيًا في العقيدة المسيحية استنادًا إلى مواضع عديدة في العهد الجديد: "كل من يؤمن به، ينال باسمه غفران الخطايا".أعمال 43/10] وانطلاقًا من هنا سمّى القديس بولس المسيحيين في رسائله باسم «المخلّصين» فهم قد نالوا الخلاص من خلال إيمانهم.1كورنثس 18/1] لم يكن الصلب والموت والقيامة من صلب عمل يسوع للخلاص، إذ قال: "فقد أوليته (الآب أولى يسوع) السلطة على جميع البشر، ليمنح جميع الذين قد وهبتهم له حياة أبدية... أنا مجدتك على الأرض وأنجزت العمل الذي كلفتني".يوحنا 4،2/17] لكن سير الأحداث الذي أفضى إلى أن يموت يسوع - رغم أنه يعرف سلفًا ذلك بالنظر إلى معرفته بكل شيء - جعل الإيمان بالصلب والقيامة أحد الأركان الأساسية لنيل الخلاصة، إحدى أمثلة ذلك ما جاء في رؤيا يوحنا: "ذاك الذي بدافع محبته لنا، مات لأجلنا فغسلنا بدمه خطايانا".رؤيا 5/1]
ذهب لوثر وأغلب الطوائف البروتستانتية للقول بأنه بالإيمان وحده ينال الإنسان الخلاص بعض النظر عن أعماله؛ في الكنائس الأولى تُفرد للأعمال مكانة هامة، بل أنه بعلاقة معقدة لا يغدو الإيمان إيمانًا دون أعمال. وتشير بعض الدراسات الحديثة إلى إمكانة خلاص غير المسيحيين وفق شروط خاصة، وإن موضوع لاهوت التبرير والخلاص بشكل عام، ورغم الاتفاق على خطوطه العريضة يلبث عامل نقاش واختلاف داخل المدارس اللاهوتية المختلفة.
فيما يلي عرض لآراء مذاهب مسيحية أخرى حول يسوع المسيح، وهي تخالف بطبيعة الحال الرؤيا المسيحية التقليدية للمذاهب الكبرى الأرثوذكسية، الكاثوليكية والبروتستانتية، مع وجود نقطة شبه بين المذهب الأخير والنسطورية، حيث أن البروتستانت لا يُطلقون لقب والدة الإله على مريم العذراء.